# Asociación de Economía Internacional de Irán
La Asociación de Economía Internacional de Irán (IIEA) es una organización privada, sin fines de lucro, y apolítica de los estudiosos interesados en el estudio de temas económicos en relación con Irán, en el sentido más amplio del término.

## Objetivos
Los objetivos de la IIEA son los siguientes:
1. Promoción de becas de alto nivel económico y la investigación sobre la economía de Irán
2. Promoción de la cooperación entre las personas y organizaciones comprometidas con los objetivos de IIEA
3. Facilitar la comunicación entre los académicos a través de su página web, reuniones y publicaciones
4. Promoción de una mejor comprensión de los desafíos de la política económica de Irán y las oportunidades

- Datos: Q4117158